# 谷田利景
谷田 利景（たにだ としかげ、1926年11月18日 - 2018年2月20日）は、日本の経営者。ポッカコーポレーション(現在のポッカサッポロフード&ビバレッジ)創業者。愛知県名古屋市出身。

## 来歴・人物
1944年に名古屋航空機械学校を卒業。繊維商社などで勤務し、1957年にニッカレモン(1982年にはポッカコーポレーションと改称)を設立し、社長に就任。1973年に国内で初めて冷温式自動販売機を考案した。1996年6月に会長も兼任し、1998年6月には会長に専任し、2004年6月に相談役名誉会長を経て、2005年12月に創業者最高顧問に就任。1991年12月にシンガポール政府より名古屋シンガポール名誉総領事に就任。
2018年2月20日肺炎のために死去。91歳没。